# Booka Shade

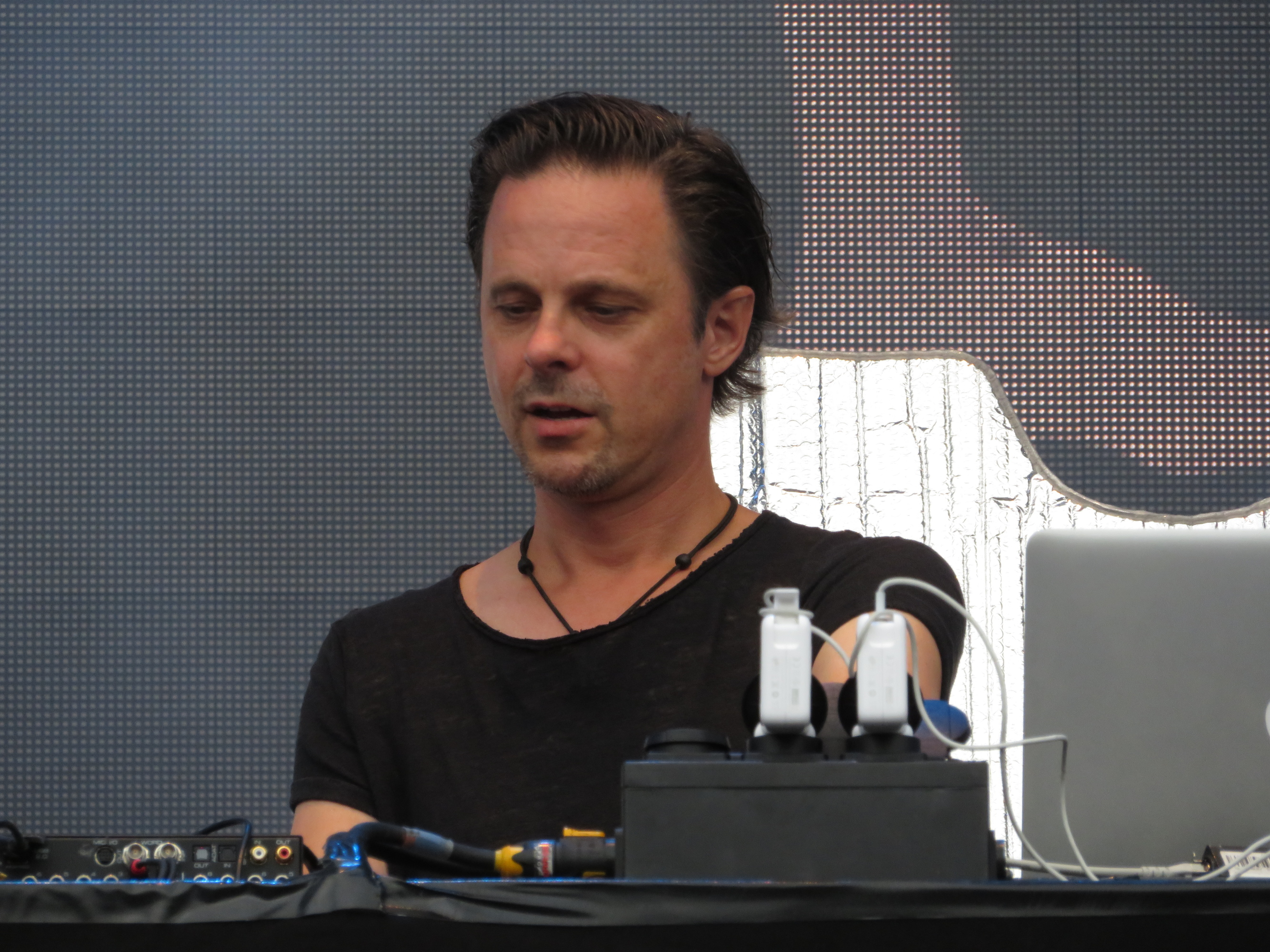
Walter Merziger (2018)

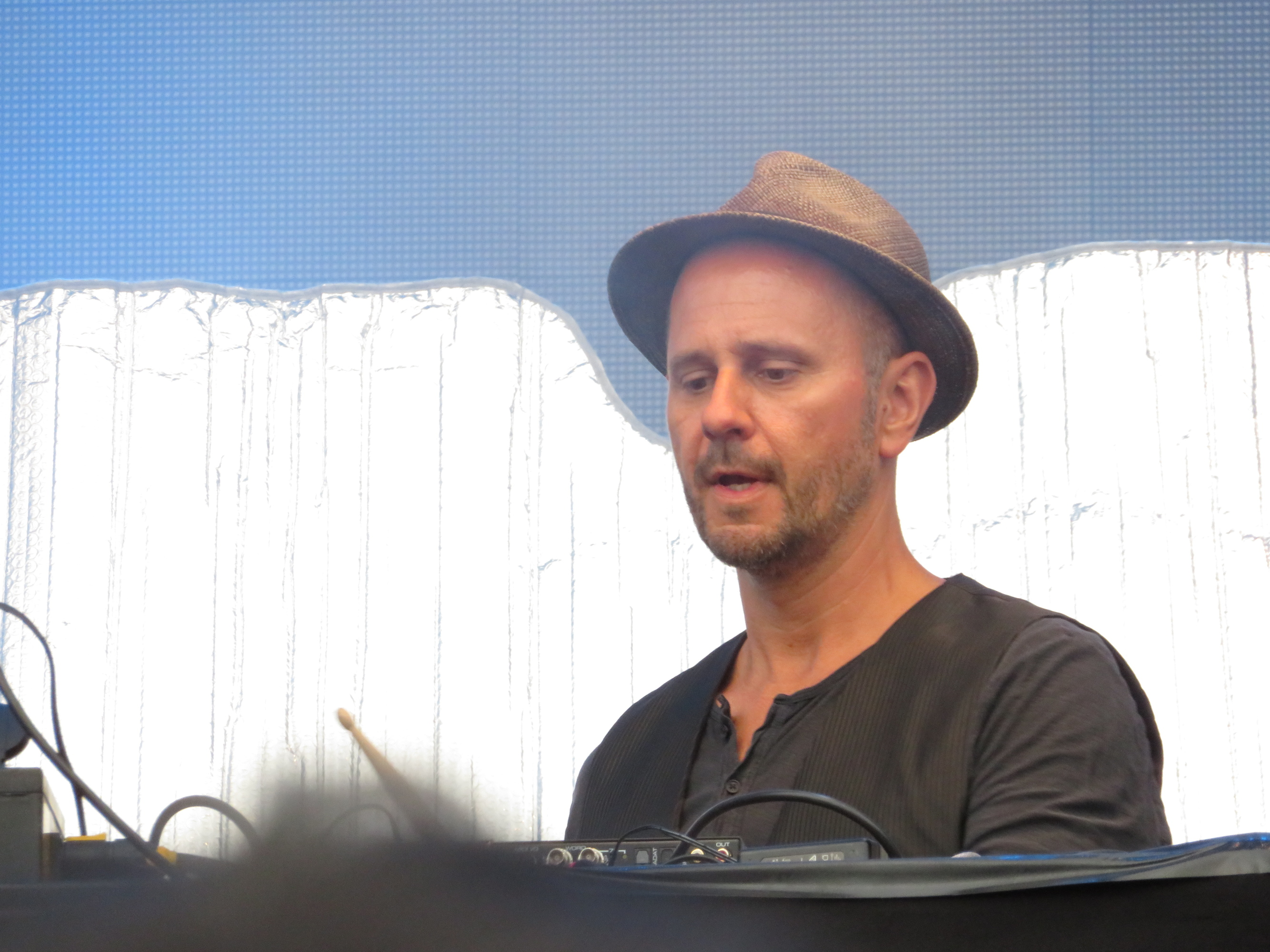
Arno Kammermeier (2018)

Booka Shade ist ein deutsches Duo, bestehend aus Walter Merziger und Arno Kammermeier; beide werden zu den Veteranen der elektronischen Musikszene in Berlin und Frankfurt am Main gezählt. Bis heute veröffentlichten sie zehn Alben: Memento (2004), Movements (2006), DJ-Kicks (2007), The Sun & the Neon Light (2008), More! (2010), Eve (2013), Galvany Street (2017), Cut the Strings (2018), Dear Future Self (2020), und Voices of Hope (2021). Früher sind sie auch in der Werbung aktiv gewesen und stellten unter anderem die Musik für internationale Spots von Levi’s, BMW und für diverse Soundtracks.

## Biografie

### Anfänge
Anfang der 90er machten beide unter dem Namen Planet Claire Musik und brachten das gleichnamige, von Peter Hayo produzierte Album heraus.
Schon zu ihren frühen Synth-Pop-Zeiten Anfang der 90er begriffen Booka Shade sich vorrangig als Tourband. Schließlich zum House, Techno und Trance aus den Underground-Clubs dieser Tage konvertiert, begannen Kammermeier und Merziger, auf Labels wie R&S, Music Man, Tommy Boy und Harthouse zu veröffentlichen, bevor sie 1993 als Degeneration mit dem Trance-Klassiker Una musica senza ritmo und dann Mitte der 90er mit den Progressive-Tracks Kind of Good und Silk auf dem niederländischen Label Touché die ersten großen Hits landeten.
Gegen Ende der 90er kam es zu Kollaborationen mit DJ T. und ihren langjährigen Freunden Patrick Bodmer und Philipp Jung, auch bekannt als M.A.N.D.Y., die später zur Gründung des Labels Get Physical führten.
Seit der Gründung dieses Labels 2002 haben Booka Shade dort als Produzenten agiert, unter anderem für die Veröffentlichungen von M.A.N.D.Y., DJ T., Sunsetpeople und Chelonis R. Jones. Im Zuge dessen wuchs Get Physical schnell und ist heute ein sehr angesehenes Label im Bereich elektronischer Musik.

### Durchbruch
2004 veröffentlichten Booka Shade ihr Debütalbum Memento auf Get Physical.
Danach folgte die Kollaboration mit M.A.N.D.Y., die zur Single „Body Language“ führte und Booka Shade international zu einem anerkannten Act machte. Der Titel wurde zum Club-Hit, zum „Ibiza Track of the Season“ und vom DJ Mag zum „Track of the Year“ gewählt. Gleichzeitig konnte Booka Shades Solosingle „Mandarine Girl“ einen ähnlichen Erfolg verzeichnen und wurde in ihren Live-Shows auf dem Sonar-Festival 2005 in Barcelona und mit Mylo in London aufgeführt. Schließlich folgte eine Einladung, gemeinsam mit Röyksopp auf Tour zu gehen und als Vorgruppe von Depeche Mode in Berlin aufzutreten.
In Folge avancierten Booka Shade zu begehrten und vielgefragten Remixern, unter anderem im Dienst von renommierten Acts wie Moby, The Juan McLean, Yello, Hot Chip, Depeche Mode, Roxy Music, Dubfire, Tiga, Dave Gahan und The Knife.
Ende 2006 wählte das englische Online-Mag Resident Advisor Booka Shade zum besten Live-Act und ihren zweiten Longplayer, Movements, zum besten Album. Movements wurde im Mai 2006 veröffentlicht und enthält neben den beiden vorangegangenen Erfolgen auch die bekannten Nummern „Night Falls“, „In White Rooms“ und „Darko“. „In White Rooms“ und „Night Falls“ wurden die zwei bestverkauften EPs im Katalog des Vinylvertriebs Intergroove für das Jahre 2006.
Die US-Musik-Website Pitchfork führte „In White Rooms“ in ihrer Liste der besten Titel des Jahres, während in Deutschland im Jahresendpoll des Groove Magazins Booka Shade von den Lesern zu den zweitbesten Producern des Jahres gewählt, und Movements schaffte es in ihre Top-Ten-Besten-Liste der Alben des Jahres. Vom US-Mag XLR8R wurde Movements als eines der besten 100 Alben aller Zeiten propagiert.

### Gegenwart
2007 schlossen Booka Shade ihre Movements-Welttournee ab, in der sie 150 Shows in knapp 20 Monaten spielten; gleichzeitig veröffentlichten sie ihre Singles „Tickle / Karma Car“ und „Numbers“, die beide international Beachtung fanden. Letzteres war eine Auskopplung aus ihrem Beitrag zur legendären DJ-Kicks-Serie; das Album erntete von allen Seiten hohe Anerkennung und wurde sowohl vom einflussreichen britischen DJ Mag zur „Compilation of the Year“ gewählt, als auch von Mixmag auf einen ehrenhaften zweiten Platz gewählt. Die beiden Remixe, die Booka Shade ablieferten, einen für Dave Gahans „Kingdom“ und den anderen für Dubfires „I Feel Speed“, schafften es jeweils weltweit an die Spitze der DJ-Charts.
Im Februar 2008 veröffentlichten sie die Movements Tour Edition, die den 2006 veröffentlichten Albenerfolg „Movements“ in seiner Originalfassung zusammen mit einer neuen Live-DVD, „We Came To Dance“ präsentiert; darauf zu finden unter anderem der Mitschnitt von Booka Shades Live-Show beim belgischen Pukkelpop-Festival im letzten Jahr, eine Tourdoku der Band und viele Bonustracks.
Im März 2008 stellte das Duo ihre nächste Single vor, gefolgt von ihrem dritten Studioalbum „The Sun & the Neon Light“ im Mai. Am 1. November 2013 wurde das Album "Eve" veröffentlicht.

## Diskografie

### Alben
- 2004: Memento
- 2006: Movements
- 2007: DJ-Kicks
- 2008: The Sun and the Neon Light
- 2010: More!
- 2013: Eve
- 2016: Movements 10
- 2017: Galvany Street
- 2020: Dear Future Self
- 2021: Booka Shade presents: Voices of Hope
- 2021: Both
- 2022: Contour
- 2023: 20 Years Reworked
- 2024: Link To The Invisible

### Singles
- Planetary / City Tales
- Played Runner DJ T. vs Booka Shade
- In White Rooms Vol. 2
- Night Falls
- Mandarine Girl
- Album Rmx Edition 2
- Album Rmx Edition 1
- Vertigo
- Stupid Questions
- Silk
- Strange Day EP
- Charlotte
- Body Language
- Regenerate
- Scaramanga
- Night Falls
- Loneliest Boy / Just Like Tonight (mit Craig Walker)

### Remixe
- Roxy Music – Thrill of It All (M.A.N.D.Y. vs. Booka Shade Mix)
- Tiga – 3 Weeks (Booka Shade Vocal Mix)
- Azzido Da Bass – Lonely By Your Side
- Yello – Oh Yeah (Booka Shade Remix)
- Moby – Dream About Me (Booka Shade Remix)
- Tahiti 80 – Big Day (Booka Shade Remix)
- The Juan McLean – Tito’s Way (Booka Shade Remix)
- Chelonis R. Jones – Middle Finger Music
- Depeche Mode – Martyr (Booka Shade Dub)
- Depeche Mode – Martyr (Booka Shade Full Vocal Mix Edit)
- Depeche Mode – Martyr (Booka Shade Travel Mix)
- Dave Gahan – Kingdom (Booka Shade Club Mix)
- Dave Gahan – Kingdom (Booka Shade Dub Mix)
- Booka 4 All – Suck My Vision (Get Physical Rec. TM)

#### Zusammen mit M.A.N.D.Y.
- Rockers Hi-Fi – Push Push (Great Stuff)
- Röyksopp- 49% (Wall of sound/Labels)
- Lindstrom – I Feel Spaced (Playhouse)
- Mylo – In My Arms (Breastfed)
- Fisherspooner – Just Let Go (Gigolo)
- The Knife – Pass This On (Rabbid/V2)
- Freeform Five – Strangest Things (Ultimate Dilemma)
- Wessling & Schrom – Donauwellen (Boxer)
- Joakim – Come into My Kitchen (Tigersushi)
- Röyksopp – Sparks (Wall of Sound)
- Galleon – So, I Begin (Sony)
- Silicone Soul – Right On (Soma)
- Daniel Bedingfield – Gotta Get Thru This (Relentless)
- Studio 69 feat. Karl Frierson – Promised Land (Jive)
- Sugababes – Round Round (Island Records/Universal)
- DJ Monique – Dreams (Sony)
- Mambotur – El Planta (Multicolor)
- Galleon – One Sign (Sony)
- Laurie Anderson – Oh Superman (Get Physical Music)

#### Zusammen mit DJ T.
- Spektrum – Mayday
- Nucleus – Jam on It
- Mylo – Muscle Car
- Will Saul – Animal Magic
- Artofdisco by Vince – Superworld
- Random Factor – After the Tone
- Thomilla – Freaky Girl